# Primera B Nacional
A Primera B Nacional é a segunda divisão do Campeonato Argentino de Futebol para clubes diretamente e indiretamente afiliados à Associação do Futebol Argentino (AFA). É jogada por equipes de todo o país. As equipes do entorno de Buenos Aires, bem como algumas da província de Santa Fé, são promovidas ou rebaixadas para a Primera B Metropolitana (afiliados diretamente), enquanto que as equipes das outras províncias são rebaixadas para o Torneo Federal A (afiliados indiretamente).

## História
Em 1985 a Associação do Futebol Argentino (AFA) resolveu mudar a estrutura do futebol argentino. Foi criada então a Primera B Nacional para integrar clubes não afiliados na estrutura do futebol argentino. O torneio reuniu as equipes da antiga Primera B, até então, a segunda divisão, e ligas regionais de várias províncias argentinas. O calendário da temporada foi alterado de outrora corria durante o ano todo ("ano civil") para um que começava no meio do ano e terminava na metade do próximo ("calendário europeu").[carece de fontes?]
Após a temporada de 1985/86, a Primera B Nacional tornou-se a segunda divisão do futebol argentino, acima do Torneo Argentino A e da Primera B Metropolitana, este último torneio passou a ser a terceira divisão para as equipes diretamente afiliadas à AFA.[carece de fontes?]

## Formato

### Temporada de 2018–19
As equipes participantes da Primera B Nacional jogam no sistema de todos contra todos em turno único por pontos corridos. No turno único, os times jogam entre si uma única vez e a divisão contemplará duas vagas na divisão acima. A equipe que obtiver o maior número de pontos ao final do turno único, será declarado campeão e será promovido à primeira divisão. As equipes colocadas do 2º ao 9º lugar da classificação final vão competir num torneio "mata-mata" denominado Torneio Reducido pela segunda e última vaga pra elite do futebol argentino. Duas equipes serão rebaixadas. O rebaixamento é calculado através da soma de pontos ganhos por jogo das últimas três temporadas. O pior time afiliado diretamente à Associação do Futebol Argentino (AFA) caia para a Primera División B do ano seguinte e a pior equipe afiliada indiretamente cai para o Torneo Federal A.

## Campeões
Em 1986, a Primera División B caiu de patamar na pirâmide do futebol argentino e passou a ocupar a terceira divisão, ao passo que o recém-criado campeonato da Primera B Nacional passou a ser a segunda divisão do Campeonato Argentino de Futebol.

### Por edição
| Ano     | Campeão                 | Vice-Campeão             | Terceiro              |
| ------- | ----------------------- | ------------------------ | --------------------- |
| 1986–87 | Deportivo Armenio       | Banfield                 | Belgrano              |
| 1987–88 | Deportivo Mandiyú       | San Martín de Tucumán    | Chaco For Ever        |
| 1988–89 | Chaco For Ever          | Unión de Santa Fe        | Colón                 |
| 1989–90 | Huracán                 | Lanús                    | Quilmes               |
| 1990–91 | Quilmes                 | Belgrano                 | Banfield              |
| 1991–92 | Lanús                   | San Martín de Tucumán    | Almirante Brown       |
| 1992–93 | Banfield                | Gimnasia y Tiro de Salta | Central Córdoba       |
| 1993–94 | Gimnasia y Esgrima      | Talleres                 | Instituto             |
| 1994–95 | Estudiantes             | Colón                    | San Martín de Tucumán |
| 1995–96 | Huracán                 | Unión de Santa Fe        | Atlético Tucumán      |
| 1996–97 | Argentinos Juniors      | Gimnasia y Tiro de Salta | Talleres              |
| 1997–98 | Talleres                | Belgrano                 | Aldosivi              |
| 1998–99 | Instituto               | Chacarita Juniors        | Juventud Antoniana    |
| 1999–00 | Huracán                 | Los Andes                | Almagro               |
| 2000–01 | Banfield                | Nueva Chicago            | Argentinos Juniors    |
| 2001–02 | Olimpo                  | Arsenal de Sarandí       | Huracán               |
| 2002–03 | Atlético de Rafaela     | Quilmes                  | Argentinos Juniors    |
| 2003–04 | Instituto               | Almagro                  | Huracán               |
| 2004–05 | Tiro Federal            | Gimnasia y Esgrima       | Huracán               |
| 2005–06 | Godoy Cruz              | Nueva Chicago            | Belgrano              |
| 2006–07 | Olimpo                  | San Martín               | Huracán               |
| 2007–08 | San Martín de Tucumán   | Godoy Cruz               | Unión de Santa Fe     |
| 2008–09 | Atlético Tucumán        | Chacarita Juniors        | Atlético de Rafaela   |
| 2009–10 | Olimpo                  | Quilmes                  | Atlético de Rafaela   |
| 2010–11 | Atlético de Rafaela     | Unión de Santa Fe        | San Martín            |
| 2011–12 | River Plate             | Quilmes                  | Instituto             |
| 2012–13 | Rosario Central         | Gimnasia y Esgrima       | Olimpo                |
| 2013–14 | Banfield                | Defensa y Justicia       | Independiente         |
| 2014    | Não houve campeão       | Não houve campeão        | Não houve campeão     |
| 2015    | Atletico Tucuman        | Patronato                | Ferro Carril Oeste    |
| 2016    | Talleres de Córdoba     | Chacarita Juniors        | Gimnasia de Jujuy     |
| 2016–17 | Argentinos Juniors      | Chacarita Juniors        | Guillermo Brown       |
| 2017–18 | Aldosivi                | Almagro                  | San Martín de Tucumán |
| 2018–19 | Arsenal de Sarandí      | Sarmiento de Junín       | Nueva Chicago         |
| 2019–20 | Cancelada               | Cancelada                | Cancelada             |
| 2020    | Sarmiento               | Platense                 | Estudiantes (RC)      |
| 2021    | Tigre                   | Barracas Central         | Não houve             |
| 2022    | Belgrano                | Instituto                | San Martín de Tucumán |
| 2023    | Independiente Rivadavia |                          |                       |

### Por clube
| Time                  | Títulos | Anos                       |
| --------------------- | ------- | -------------------------- |
| Olimpo                | 3       | 2001–02, 2006–07 e 2009–10 |
| Banfield              | 3       | 1992–93, 2000–01 e 2013–14 |
| Huracán               | 2       | 1989–90 e 1999–00          |
| Instituto             | 2       | 1998–99 e 2003–04          |
| Atlético de Rafaela   | 2       | 2002–03 e 2010–11          |
| Atlético Tucumán      | 2       | 2008–09 e 2015             |
| Talleres              | 2       | 1997–98 e 2016             |
| Argentinos Juniors    | 2       | 1996–97 e 2016–17          |
| Deportivo Armenio     | 1       | 1986–87                    |
| Deportivo Mandiyú     | 1       | 1987–88                    |
| Chaco For Ever        | 1       | 1988–89                    |
| Quilmes               | 1       | 1990–91                    |
| Lanús                 | 1       | 1991–92                    |
| Gimnasia y Esgrima    | 1       | 1993–94                    |
| Estudiantes           | 1       | 1994–95                    |
| Huracán               | 1       | 1995–96                    |
| Tiro Federal          | 1       | 2004–05                    |
| Godoy Cruz            | 1       | 2005–06                    |
| San Martín de Tucumán | 1       | 2007–08                    |
| River Plate           | 1       | 2011–12                    |
| Rosario Central       | 1       | 2012–13                    |
| Aldosivi              | 1       | 2017-18                    |
| Arsenal de Sarandí    | 1       | 2018–19                    |
| Sarmiento             | 1       | 2020                       |
| Tigre                 | 1       | 2021                       |
| Belgrano              | 1       | 2022                       |

## Artilheiros
| Ano     | Jogador              | Clube                                | Gols      |
| ------- | -------------------- | ------------------------------------ | --------- |
| 1986–87 | José Raúl Iglesias   | Huracán                              | 36        |
| 1987–88 | Daniel Leani         | Quilmes                              | 24        |
| 1988–89 | Daniel Aquino        | Banfield                             | 24        |
| 1988–89 | Sergio Recchiutti    | Almirante Brown                      | 24        |
| 1989–90 | Juan Almada          | Defensa y Justicia                   | 20        |
| 1989–90 | Abel Blasón          | Quilmes                              | 20        |
| 1990–91 | Roberto Oste         | Defensa y Justicia                   | 24        |
| 1991–92 | Carlos Cardozo       | Almirante Brown                      | 26        |
| 1992–93 | Miguel Amaya         | Gimnasia y Tiro de Salta             | 21        |
| 1993–94 | Dante Fernández      | Quilmes                              | 29        |
| 1994–95 | Alejandro Abaurre    | Godoy Cruz                           | 29        |
| 1995–96 | Adrián Czornomaz     | Los Andes                            | 22        |
| 1996–97 | Eduardo Bennett      | Argentinos Juniors                   | 23        |
| 1997–98 | Alejandro Glaría     | Banfield                             | 30        |
| 1998–99 | Adrián Czornomaz     | Atlético Tucumán                     | 26        |
| 1999–00 | Gastón Casas         | Huracán                              | 30        |
| 2000–01 | Daniel Jiménez       | Instituto                            | 23        |
| 2001–02 | Diego Ceballos       | Gimnasia y Esgrima                   | 26        |
| 2002–03 | Daniel Giménez       | Godoy Cruz                           | 13        |
| 2002–03 | Diego Alberto Torres | Quilmes                              | 13        |
| 2003–04 | Julio Bevacqua       | CAI                                  | 13        |
| 2004–05 | Rubén Ramírez        | Tiro Federal                         | 15        |
| 2005–06 | Daniel Bazán Vera    | Unión de Santa Fe                    | 18        |
| 2006–07 | Ismael Blanco        | Olimpo                               | 29        |
| 2007–08 | Cristian Milla       | Chacarita Juniors                    | 20        |
| 2007–08 | Leandro Zárate       | Unión de Santa Fe                    | 20        |
| 2008–09 | Luis Rodríguez       | Atlético Tucumán                     | 20        |
| 2009–10 | Leandro Armani       | Tiro Federal                         | 19        |
| 2010–11 | César Carignano      | Atlético de Rafaela                  | 21        |
| 2011–12 | Gonzalo Castillejos  | Rosario Central                      | 26        |
| 2012–13 | Luis Rodríguez       | Atlético Tucumán                     | 20        |
| 2013–14 | Juan Martín Lucero   | Defensa y Justicia                   | 24        |
| 2014    | Ramón Ábila          | Huracán                              | 9         |
| 2014    | Nicolás Mazzola      | Instituto                            | 9         |
| 2015    | Fernando Zampedri    | Juventud Unida                       | 25        |
| 2016    | Germán Lesman        | All Boys                             | 17        |
| 2016–17 | Rodrigo Salinas      | Chacarita Juniors                    | 30        |
| 2017–18 | Jonatham Herrera     | Deportivo Riestra/Ferro Carril Oeste | 13        |
| 2018–19 | Patricio Cucchi      | Gimnasia y Esgrima (M)               | 15        |
| 2019–20 | Cancelada            | Cancelada                            | Cancelada |
| 2020    | Claudio Bieler       | Atlético de Rafaela                  | 6         |
| 2021    | Pablo Magnín         | Tigre                                | 22        |